# Nesophontes
Nesophontes és un gènere de eulipotifles extints endèmics del Carib. És l'únic gènere de la família dels nesofòntids i conté diverses espècies subfòssils, denominades col·loquialment «musaranyes de les Índies Occidentals» o «musaranyes del Carib». Visqueren a les illes de Cuba, Hispaniola, Puerto Rico i les illes Caiman fins que s'extingiren a principis del segle xvi amb l'arribada dels espanyols al Carib.